# Isidore Bonheur
Isidore Bonheur fue un escultor francés, nacido el 15 de mayo de 1827 en Burdeos y fallecido el año 1901.

## Datos biográficos
Isidore-Jules Bonheur nació en el seno de una familia de artistas donde la representante más conocida es la pintora Rosa Bonheur. Tercer hijo de Raymond Bonheur, Isidore hizo sus primeros aprendizajes artísticos de su padre y de su hermana mayor Rosa. En 1849, ingresó en la Escuela de las Bellas Artes de París. Se especializó inicialmente en la pintura y presentó en el Salón de 1848 un Jinete africano atacado por una leona (Cavalier africain attaqué par une lionne), pero posteriormente se orientó más particularmente hacia la escultura, dedicándose a la representación de modelos naturalistas, especialmente pequeños grupos escultóricos con animales. [cita requerida]
Muchos de sus bronces fueron editados por Hippolyte Peyrol, que era su tío político. Los modelos fundidos por Peyrol, tanto para Rosa como para Isidore están excepcionalmente bien esculpidos, lo que sugiere una fuerte relación de trabajo entre el fundidor y el escultor. No hay duda de que Isidore Bonheur fue un agudo observador de la naturaleza, sus animales no eran antropomorfizados, sino que estaban modelados para captar el movimiento o la postura característica de la especie en particular. Logró más éxito con sus esculturas de caballos, que se representan generalmente como relajados en lugar de tensos, y que se encuentran entre sus obras más famosas.[cita requerida]
Presentó en el año 1850 un grupo escultórico titulado Combate de toros (Combat de taureaux), que fue destacado.[cita requerida] Obtuvo muchas medallas de los Salones y una medalla de Oro en la Exposición Universal de París (1889).

## Obras
Entre las obras de Isidore Bonheur se incluyen las siguientes[cita requerida]:
- Toros de lidia - Combat de Taureaux , bronce, 1850
- Jinete cazando un toro - Cavalier chassant un taureau , 1855
- Ulises reconocido por su perro - Ulysse reconnu par son chien, 1859
- Los toros - Les Taureaux que presentó en el Salón de París de 1865 y luego expuestos en la Exposición Universal de París (1878),[2] fundidos en hierro por la fundición del Val d'Osne, a día de hoy en la entrada del Parque Georges Brassens en París[3]
- Gladiador a caballo - Gladiateur à cheval , obra de 1866, fundido tras la muerte del escultor en 1902 , instalado en el Hospital Sainte-Anne de París
- León - Lion , fachada del Palacio de Justicia, en Place de Harley, 1867
- Pipino el Breve en la arena - Pépin-le-Bref dans l'arène , 1874
- El domador de tigres - Le Dénicheur de tigres , 1877
- Un caballero de Luis XV - Un cavalier sous Louis XV , 1879
- Un caballero de Enrique II de Francia - Un cavalier sous Henri II , 1884
- Ciervo- Cerf faisant tête , 1885
- Trompeta de Luis XIII - Trompette sous Louis XIII , 1886 , 1886
- El pastoreo de ganado - Bétail au pâturage , escena pastoral con toro, vaca y oveja, en alto relieve de bronce, 2ª mitad del siglo XIX , en el Museo de Arte e Historia de Toul[nota 2]